# Humen
Humen (spreek uit als Ggoe Mun) is een grote gemeente in de Kantonese prefectuurstad Dongguan, in Volksrepubliek China. Humen is vooral bekend doordat ambtenaar Lin Zexu tijdens de Qing-dynastie hier al het opium liet verbranden. Deze gebeurtenis staat bekend als de opiumverbranding te Humen.

## Geografie
Humen ligt in het zuidwesten van Dongguan en heeft een oppervlakte van 175 km². De grote gemeente is verdeeld in 31 inwonersgemeenschappen (社区居民委员会). 650.000 mensen in Humen zijn ingeschreven in Humen als oorspronkelijke bewoner en deze bestaan uit 12.000 huishoudens, verder heeft Humen 530.000 mensen die oorspronkelijk van buiten Humen komen.

## Zie ook

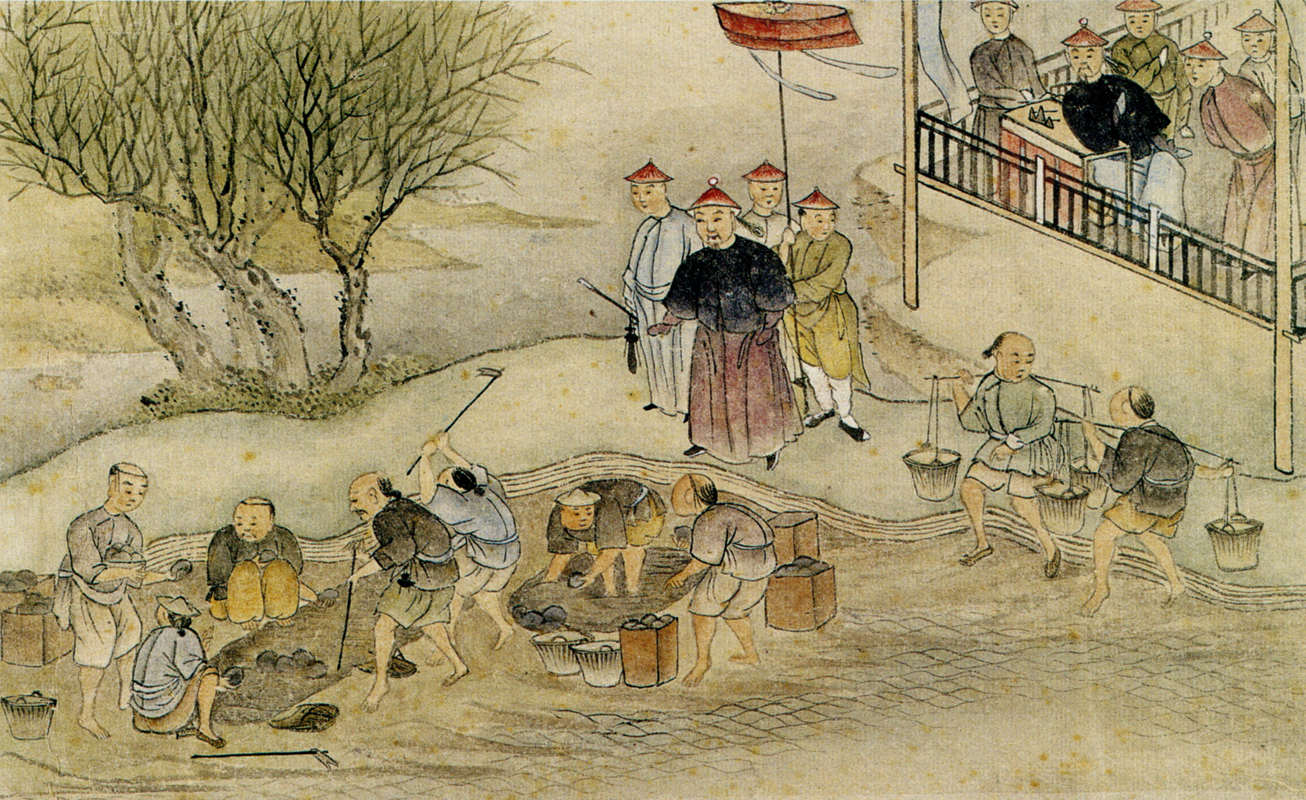
Opiumverbranding te Humen

## Bezienswaardigheden
- Sea Battle Museum
- Opium War Museum
- oude woning van Jiang Guangnai
- Keyuan park
- Weiyuan Fort
- Shajiao Fort
- Eyi Fort
- Zhenyuan Fort
- Jingyuan Fort
- Grote brug van Humen
- Plein van Humen
- Park van Humen

## Personen die geboren zijn in Humen of die Humen alsjiaxianghebben
- Jiang Guangnai 蒋光鼐
- Wang Chonghui 王宠惠
- Wang Chongyou 王宠佑
- Su Cong 苏聪
- Wang Jimin 王吉民
- He Ru 何儒